# Flores de papel
Flores de papel es una película mexicana de 1977 dirigida por Gabriel Retes. Entró en el concurso oficial del Festival de Berlín de 1978.

## Argumento
Un grupo de vagabundos ocupan la residencia de Héctor Trejo, un hombre de negocios. Su actitud provoca el miedo en su esposa e hijos. Otro de esos vagabundos, El Dientes, invade el apartamento de Eva y comienza una relación de amor-odio. Cuando China abandona la residencia ocupada, es seguido por Héctor y su familia, quienes encuentran en el campo al Dientes y Eva. La anarquía se desata.

## Reparto
- Ana Luisa Peluffo  - La señora
- Gabriel Retes - Beto, el dientes
- Tina Romero - Toletole
- Claudio Brook - Héctor Trejo
- Ignacio Retes - China
- Silvia Mariscal - Marcela Trejo
- Juan Ángel Martínez - Ali Babá
- Adriana Roel - Espopsa de Trejo